# 무쌍 오로치
무쌍 오로치(無双OROCHI)은 오메가 포스가 개발하고 코에이 테크모 게임스에서 발매한 비디오 게임 시리즈이다.

## 시리즈 목록
- 무쌍 오로치 (비디오 게임)
- 무쌍 오로치 마왕재림
- 무쌍 오로치 Z
- 무쌍 오로치 2
  - 무쌍 오로치 2 Special
  - 무쌍 오로치 2 Hyper
  - 무쌍 오로치 2 Ultimate
- 무쌍 오로치 3
  - 무쌍 오로치 3 Ultimate